# الدوري الأوكراني الممتاز 2011–12
الدوري الأوكراني الممتاز 2011–12 (بالأوكرانية: Чемпіонат України з футболу 2011—2012: Прем'єр-ліга)‏ هو الموسم 21 من  الدوري الأوكراني الممتاز. أقيم خلال الفترة 8 يوليو 2011 وحتى 10 مايو 2012، وكان عدد الأندية المشاركة فيه  16، وفاز فيه نادي شاختار دونيتسك.